# テュルク文化国際機関
テュルク文化国際機関（トルコ語: Uluslararası Türk Kültürü Teşkilatı，Türksoy，テュルクソイ　ロシア語: Международная организация тюркской культуры，露略称Мотк　英語: International Organization of Turkic Culture，英略称IOTC）は、テュルク語族に属する言語を話すテュルク系民族の人口を持つ国々の国際文化組織である。現在の事務局長は、カザフスタンの元文化相であるデュセン・カセイノフ。本部はトルコのアンカラにある。

## 歴史
この組織は、アゼルバイジャン、カザフスタン、キルギスタン、ウズベキスタン、トルコ、トルクメニスタンの文化相は1992年にバクーとイスタンブールで開催された国際会議で、共同の文化的枠組みで協力することを宣言した。1993年7月12日、アルマトイで署名された協定によって、テュルクソイが設立された。1996年、ユネスコの間の公式協力が確立された。
設立以来、テュルク諸国機構はテュルクソイおよび多くの関連組織の統括組織として機能してきた。

## メンバー

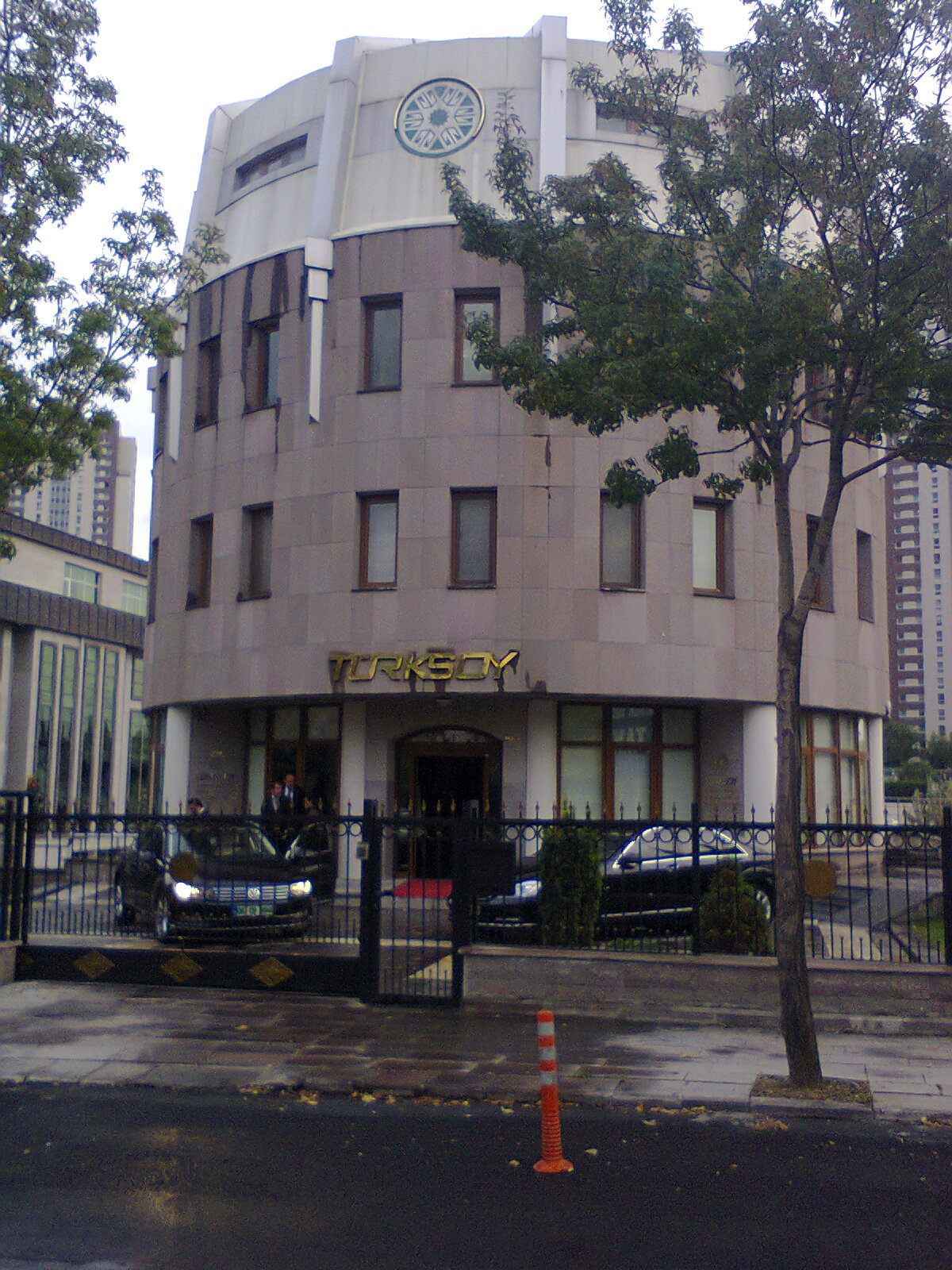
アンカラにあるテュルクソイ本部

2022年時点で、テュルク文化国際連合には6つの加盟国と8つのオブザーバー国がある。
| メンバー         | オブザーバー           |
| ---------------- | ---------------------- |
| アゼルバイジャン | アルタイ共和国         |
| カザフスタン     | バシコルトスタン共和国 |
| キルギス         | ガガウズ自治区         |
| ウズベキスタン   | ハカス共和国           |
| トルコ           | 北キプロス             |
| トルクメニスタン | サハ共和国             |
|                  | タタールスタン共和国   |
| トゥヴァ共和国   |                        |

## 事業
テュルクソイは設立以来、「テュルク民族の兄弟愛と連帯の絆を強め、共通のテュルク文化を未来の世代に伝え、世界に紹介する活動を行ってきた」。活動やイベントは次のとおりである。
- テュルク諸国の芸術家、写真家、画家、オペラ歌手、詩人、ジャーナリスト、演劇、ダンス、音楽のアンサンブルの集まり
- 3か国語で発行される月刊誌
- さまざまなテュルク語と方言で書かれた作品の出版
- テュルク文化への貴重な貢献を認められた芸術家、作家、詩人、学者の記念
- テュルク民族の共通の歴史、言語、文化、芸術に関するトピックをカバーするシンポジウムと会議の開催
- ユネスコなど、他のさまざまな国や国際組織でコンサートやイベントを含む広報活動の開催

### テュルク世界の文化的首都
毎年、テュルクソイは「テュルク世界の文化的首都」としての都市を選ぶ。選ばれた都市は、テュルク文化を祝うために多くのイベントを主催する。指定されたことのある都市は次のとおり。 
- 2012年： カザフスタン、アスタナ
- 2013年： トルコ、エスキシェヒル
- 2014年： ロシア（タタルスタン共和国）、カザン
- 2015年： トルクメニスタン、 メルブ
- 2016年： アゼルバイジャン、シャキ[5]
- 2017年： カザフスタン、テュルキスタン
- 2018年： トルコ、カスタモヌ[6]
- 2019年： キルギス、オシ
- 2020年： ウズベキスタン、ヒヴァ[7]
- 2022年： トルコ、ブルサ[8]
- 2023年： アゼルバイジャン、シュシャ（英語版）[9]
- 2024年： トルクメニスタン、アナウ[10]

### 記念
2010年以来、テュルクソイは有名人の活動を称えるために、テュルク文化人から毎年、少なくとも1人の人物を選んで記念する。
| 年     | 人物 | 説明                                                                         |
| ------ | --- | ---------------------------------------------------------------------------- |
| 2010年 | ゼキ・ヴェリディ・トーガン                                                                                               | バシキールの歴史家                                                           |
| 2011年 | ガブデュッラ・テュカイ                                                                                                   | タタールの詩人                                                               |
| 2012年 | ニコライ・カタノフ | ハカスのトルコ学者                                                           |
| 2013年 | ムカン・トゥレバエフ | カザフのミュージシャン                                                       |
| 2014年 | マグトゥムグル・プラグとトクトグル・サティルガノフ                                                                       | トルクメンの詩人/キルギスの詩人                                              |
| 2015年 | ハルドゥン・タネルとセメン・カドゥシェフ                                                                                 | トルコの作家/ハカスのダスタン作家                                            |
| 2016年 | ユースフ・バラサグニ | テュルクの哲学者および詩人                                                   |
| 2017年 | モッラ・パナフ・ヴァギフ                                                                                                 | アゼルバイジャンの詩人                                                       |
| 2018年 | カラ・カラーエフ、マグジャン・ジュマバエフとチンギス・アイトマートフ                                                     | アゼルバイジャンの作曲家/カザフの詩人/キルギスの作家                         |
| 2019年 | イマダッディン・ナシミとアシュク・ヴェイセル                                                                             | アゼルバイジャンの詩人/トルコのフォークシンガー                              |
| 2020年 | アバイ・クナンバイリー                                                                                                   | カザフの詩人と知識人                                                         |
| 2022年 | トクトボロト・アブドゥモムノフ、フィクレト・アミロフとシュレイマン・チェレビ                                             | キルギスの作家/アゼルバイジャンの作曲家/トルコのスーフィー                   |
| 2023年 | テミルベク・ユルゲノフ、バケン・キディケエワ、メフメット・アキフ・エルソイ、ビールーニー、イスメット・ヴェヒト・ギュネイ | カザフの作曲家/キルギスの女優/トルコの詩人/ペルシャの科学者/北キプロスの画家 |